# Waleczne pingwiny
Waleczne pingwiny (ang. Avenger Penguins, 1993–1994) – brytyjski serial animowany. W Polsce emitowany w pasmie wspólnym TVP Regionalnej w latach 1994-1996.

## Opis fabuły
Waleczne Pingwiny to trzyosobowy niegroźny gang motocyklowy zamieszkujący Wielkie Miasto. Życie spędzają jeżdżąc na motorach, rywalizowaniu z innymi gangami o osiągi w tym sporcie i piciu koktajli z ryb w lodziarni Grzęzawisko. Mieszkają w jednoizbowym mieszkaniu o niskim standardzie. Prawdziwym wrogiem jest Karaktakus Zniszczak. Szalony naukowiec dążący do władzy nad światem. Zamieszkuje największy budynek Wielkiego Miasta - Zniszczowiec. Jest to wieżowiec bez okien cechujący się mieszanką wielu stylów architektonicznych w ponurych kolorach. Karaktakus uważa ich za wrogów. Tak naprawdę nie są zbyt inteligentne, ani nie posiadają szczególnych umiejętności. Mają po prostu dużo szczęścia. Przeszkadzają mu w niecnych planach przypadkiem lub zmuszone przez mieszkańców.

## Użyczyli głosu
- Michael McShane[1] -
  - Marlon
  - Karaktakus Zniszczak
  - Niebieski spośród Źle Narysowanych Braci
  - Baracuda Stink
  - TV Joe
- Rob Rackstraw -
  - Rocky
  - Doktor
  - Cecil Stink
  - Irv
- Jimmy Hibbert -
  - Bluey
  - Harry Slime
  - Bella
  - Brązowy spośród Źle Narysowanych Braci
  - Poodle Stink
- Lorelei King -
  - Dolores Boska
  - Leatherclad Fullarainall
  - pozostałe żeńskie postaci, oprócz Belli

## Postaci
- Marlon – nie jest formalnie przywódcą Pingwinów, ale pełni taką rolę w kryzysowych sytuacjach. Zwykle też do niego należą inicjatywy.
- Rocky – bardzo wysoki i nie mniej otyły pingwin. Nigdy nie zdejmuje kasku, bo uniemożliwia mu to wielki dziób. Cechuje się naiwnością i małą samodzielnością. Zamiast motoru ma mały skuterek.
- Bluey – mały pingwin, którego głos jest bardzo piskliwy. Jego słowa rozumią tylko inne pingwiny. Pozostałe postacie muszą pytać, co powiedział. Nosi kask stylizowany na pikielhaubę, który stale zasłania mu oczy. Odsłaniany jest bardzo rzadko. Na ogół tylko gdy się przestraszy lub rozgniewa. Dla kontrastu, jeździ absurdalnie dużym motorem.
- Bella – pingwinka i barmanka w lodziarni Grzęzawisko. Robi ulubione koktajle Pingwinów.
- Karaktakus Zniszczak – główna postać negatywna.
- Harry Oślizglak – antropomorficzna żaba. Sekretarz i prawa ręka Zniszczaka. Jest samotny i nieszczęśliwy. Nikt go nie lubi z racji tego dla kogo pracuje.
- Źle Narysowani Bracia – dwóch ludzi, których rysowanie przerwano w połowie. Przesiadują w lodziarni Grzęzawisko i opowiadają sobie dziwne sytuacje, które ich spotkały w innych miejscach.

## Spis odcinków

### Seria 1
- 01. The President is a Fish
- 02. The Hog Jamboree
- 03. Quantum Mechanic
- 04. Big City Little City
- 05. Computer Chaos
- 06. I Married an Android
- 07. Cat Pig Cat of Iron
- 08. Nightmare at Tea Time
- 09. Starstruck
- 10. The Labyrinth of Doom
- 11. The Wild Wild West
- 12. A Winter's Tale
- 13. The Revenge of Doom

### Seria 2
- 01. The 23rd Century
- 02. Mommy's Boy
- 03. Who's Afraid of the Big Bad Penguin
- 04. Surprise Fate
- 05. High Doom
- 06. The Jewel in the Crown
- 07. A Christmas Carol
- 08. Fish Finger
- 09. Disgusting or What?
- 10. Rock'n'Roll Penguins
- 11. The Computer of Doom
- 12. Sherlock's Penguins
- 13. Beautie and the Beast

## Dodatkowe informacje
- To ostatnia kreskówka Cosgrove Hall Films przy produkcji której zastosowano ręczne kolorowanie. W następnych produkcjach, kolorowanie odbywało się wyłącznie komputerowo.